# Navetta (tessitura)

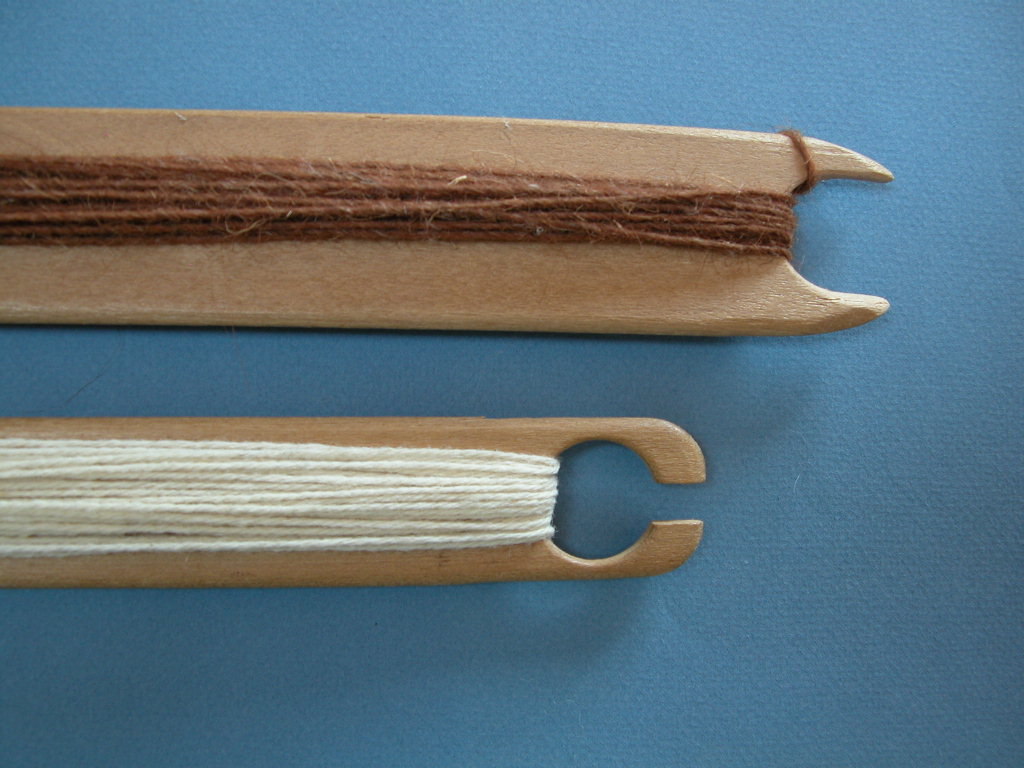
Navette in legno

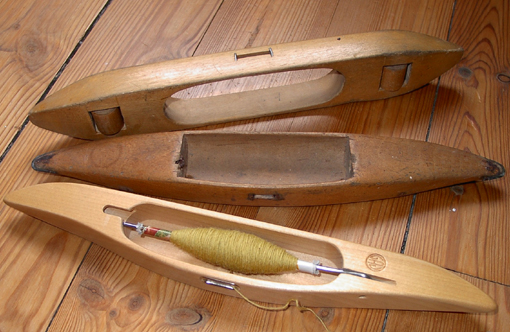
Navette e spoletta volante (con le rotelle)

La navetta o spoletta è l'attrezzo che contiene il filato per tessere.
Entrando nel passo aperto tra i fili dell'ordito permette di inserire il filo di trama e costruire un tessuto.

## Tipi
- Per un telaio a tensione o per uno a pesi può essere semplicemente un legnetto o un rametto.
- La navetta più semplice è fatta con una assicella di legno che ha una tacca o incavo a ogni estremità. L'assicella è larga pochi centimetri e più o meno lunga in proporzione alla larghezza dell'ordito.
- Le navettine per arazzo in un telaio a basso liccio sono un cilindro di legno tornito con un foro alle estremità per caricarle sulla bobinatrice.
- I brocci sono le navette per arazzo in un telaio ad alto liccio, costruite in legno tornito hanno a un'estremità una punta e all'altra un ingrossamento a pallina per non far scivolare il filo.
- La navetta per telai artigianali è costituita da un blocchetto di legno, lungo 20-30 centimetri, appuntito alle estremità con una cava centrale contenente una spoletta di filo, durante la corsa la spoletta srotola il filo lasciando al pettine l'incombenza di batterlo contro la trama precedente per compattare il tessuto.
- Se il telaio è fornito del congegno per lanciare le navette (spoletta volante), queste devono avere un certo peso e aerodinamicità, solitamente hanno le punte rivestite in metallo.

Oggi i telai industriali più recenti non hanno la navetta che è stata sostituita da apposite pinze o da un getto d'aria compressa.